# Timo Horn
Timo Horn (Colonia, 12 maggio 1993) è un calciatore tedesco, portiere del Bochum.

## Carriera

### Club
Ha iniziato la sua carriera giovanile nel SC Rondorf, club in cui è rimasto dal 1999 al 2002. Nel 2002 è passato alle giovanili del Colonia. Nel 2010 è stato premiato con il Fritz-Walter-Medaille d'oro Under-17. Dal 2011 è stato promosso dalle riserve alla squadra maggiore, ma in quest'ultima ha fatto il proprio esordio solo nella stagione 2012-2013, a partire dalla quale è diventato il titolare inamovibile.
Dopo aver trascorso la prima parte di stagione da svincolato, il 6 gennaio 2024 viene ufficializzato il suo passaggio al Salisburgo.

### Nazionale
Ha giocato per le nazionali giovanili tedesche dall'Under-15 fino all'Under-21, venendo convocato per l'Europeo Under-21 del 2013 e del 2015. Nel 2016 ha partecipato da titolare alle Olimpiadi 2016, dove la Germania ha ottenuto la medaglia d'argento nel torneo olimpico di calcio.

## Statistiche

### Presenze e reti nei club
Statistiche aggiornate al 20 maggio 2017.
| Stagione          | Squadra           | Campionato        | Campionato | Campionato | Coppe nazionali | Coppe nazionali | Coppe nazionali | Coppe continentali | Coppe continentali | Coppe continentali | Altre coppe | Altre coppe | Altre coppe | Totale | Totale |
| Stagione          | Squadra           | Comp              | Pres       | Reti       | Comp            | Pres            | Reti            | Comp               | Pres               | Reti               | Comp        | Pres        | Reti        | Pres   | Reti   |
| ----------------- | ----------------- | ----------------- | ---------- | ---------- | --------------- | --------------- | --------------- | ------------------ | ------------------ | ------------------ | ----------- | ----------- | ----------- | ------ | ------ |
| 2010-2011         | Colonia II        | RL                | 15         | -23        | -               | -               | -               | -                  | -                  | -                  | -           | -           | -           | 15     | -23    |
| 2011-2012         | Colonia II        | RL                | 14         | -18        | -               | -               | -               | -                  | -                  | -                  | -           | -           | -           | 14     | -18    |
| Totale Colonia II | Totale Colonia II | Totale Colonia II | 29         | -41        |                 |                 |                 |                    |                    |                    |             |             |             | 29     | -41    |
| 2011-2012         | Colonia           | BL                | 0          | 0          | CG              | 0               | 0               | -                  | -                  | -                  | -           | -           | -           | 0      | 0      |
| 2012-2013         | Colonia           | 2.BL              | 33         | -33        | CG              | 2               | -1              | -                  | -                  | -                  | -           | -           | -           | 35     | -34    |
| 2013-2014         | Colonia           | 2.BL              | 32         | -18        | CG              | 3               | -2              | -                  | -                  | -                  | -           | -           | -           | 35     | -20    |
| 2014-2015         | Colonia           | BL                | 33         | -38        | CG              | 3               | -2              | -                  | -                  | -                  | -           | -           | -           | 36     | -40    |
| 2015-2016         | Colonia           | BL                | 33         | -40        | CG              | 2               | -1              | -                  | -                  | -                  | -           | -           | -           | 35     | -41    |
| 2016-2017         | Colonia           | BL                | 20         | -24        | CG              | 1               | -1              | -                  | -                  | -                  | -           | -           | -           | 21     | -25    |
| Totale Colonia    | Totale Colonia    | Totale Colonia    | 151        | -153       |                 | 11              | -7              |                    |                    |                    |             |             |             | 162    | -160   |
| Totale carriera   | Totale carriera   | Totale carriera   | 180        | -194       |                 | 11              | -7              |                    |                    |                    |             |             |             | 191    | -201   |

## Palmarès

### Club

#### Competizioni nazionali
- Campionato tedesco di seconda divisione: 2

Colonia: 2013-2014, 2018-2019

### Nazionale
- Argento olimpico: 1

Rio de Janeiro 2016

### Individuale
- Fritz-Walter-Medaille d'oro Under-17: 1

2010